# AS-30L
L'AS-30L (ASL pour Missile air-surface guidé par Laser) est un missile air-sol de courte portée français guidé par laser. Il est utilisé sur Mirage 2000, SEPECAT Jaguar, Mirage F1, Super-Étendard ou Breguet Atlantique. Il est guidé habituellement par les nacelles ATLIS ou PDLCT emportées soit par l'avion tireur, soit par un autre, soit par un système de désignation au sol (forces spéciales).

## Description

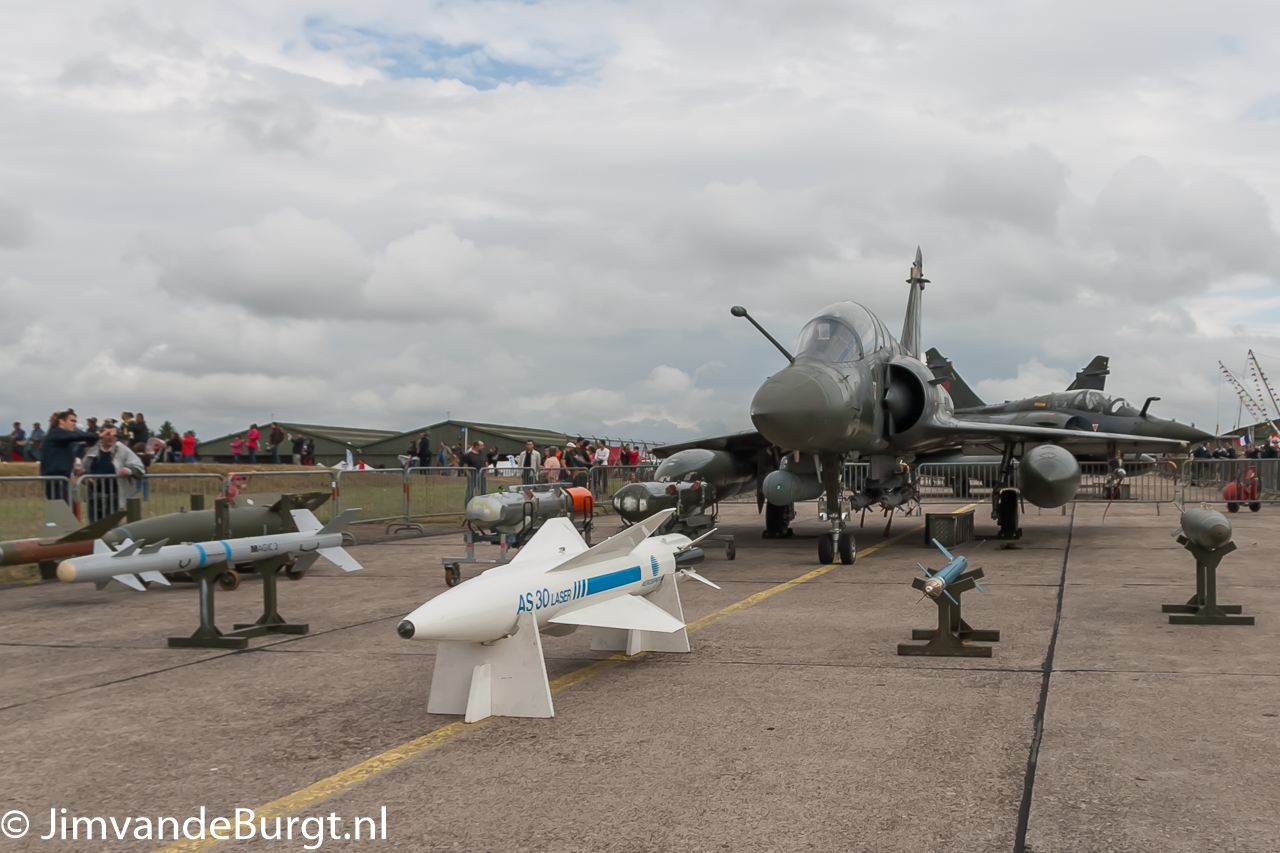
Un AS-30L présenté avec la panoplie d'armement d'un Mirage 2000D en 2014.

Le missile est propulsé par une fusée à carburant solide et dirigé par déflexion des gaz d'échappement.
Son coût de deux millions de francs français (soit 380 000 euros valeur 2012) affiché en 1999 par l'Armée de l'air française correspond au prix d'acquisition en 1992 d'un lot de missiles uniquement destinés à son usage alors que le prix affiché par la Marine nationale de 2,7 millions de francs français (520 000 euros valeur 2012) correspond au prix d'acquisition par l'Armée de l'air et la Marine en 1996 d'un lot de missiles sécurisés pour l'embarquement et le stockage sur porte-avions.

## Historique

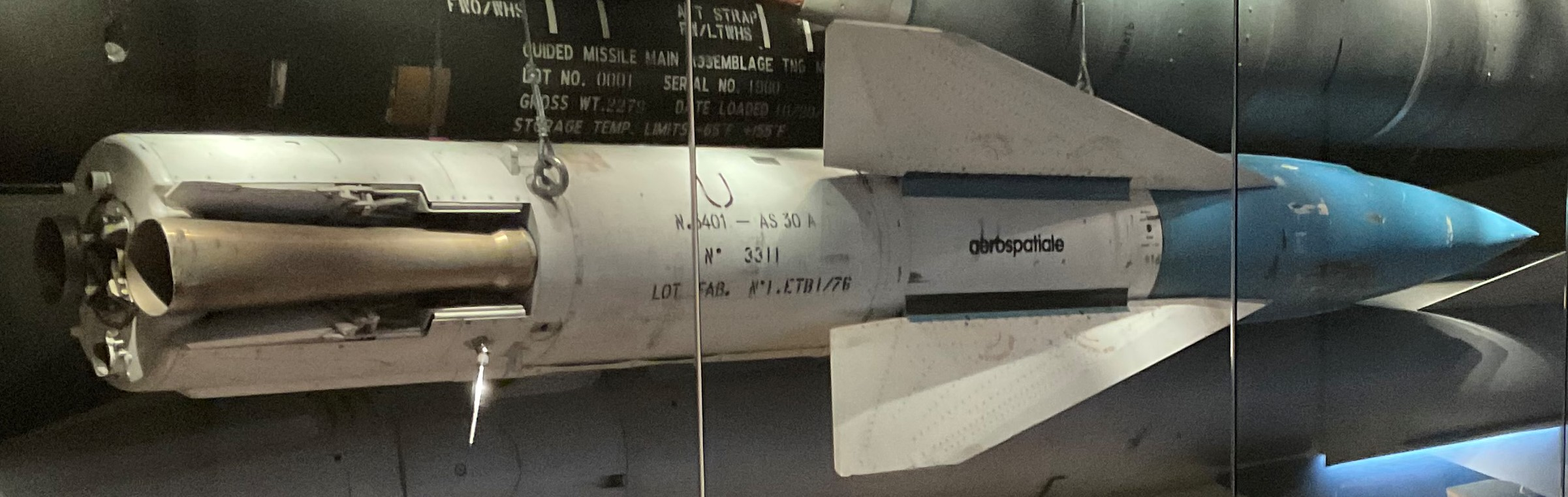
Un missile au musée militaire de Dresde

Les premiers tirs d’AS30L à télémesure, à partir du Mirage III E no 605 ont lieu à partir de mars 1980.
Il a été livré à 240 exemplaires à l'Irak entre 1986 et 1990 et a sans doute servi durant la guerre Iran-Irak.
Ce missile à courte portée a fait son baptême du feu dans l'armée française lors de la guerre de libération du Koweït en 1991. Sa grande précision en a fait l'arme de prédilection des aviateurs français qui en tirent 63 exemplaires lors de ce conflit.
Il est utilisé ensuite (après 1991?) durant la guerre du Kosovo en 1999 à 8 exemplaires (6 par l'armée de l’air, 2 par l’aviation navale). En 2011, il reste en service, avec des exemplaires muratisés dans l'aviation navale, qui l'utilise durant l'opération Harmattan en Libye mais il a été retiré du service auparavant dans l'armée de l’air.

## Opérateurs
- Afrique du Sud
- Allemagne
- Égypte
- France
- Inde
- Irak
- Pakistan
- Pérou
- Royaume-Uni

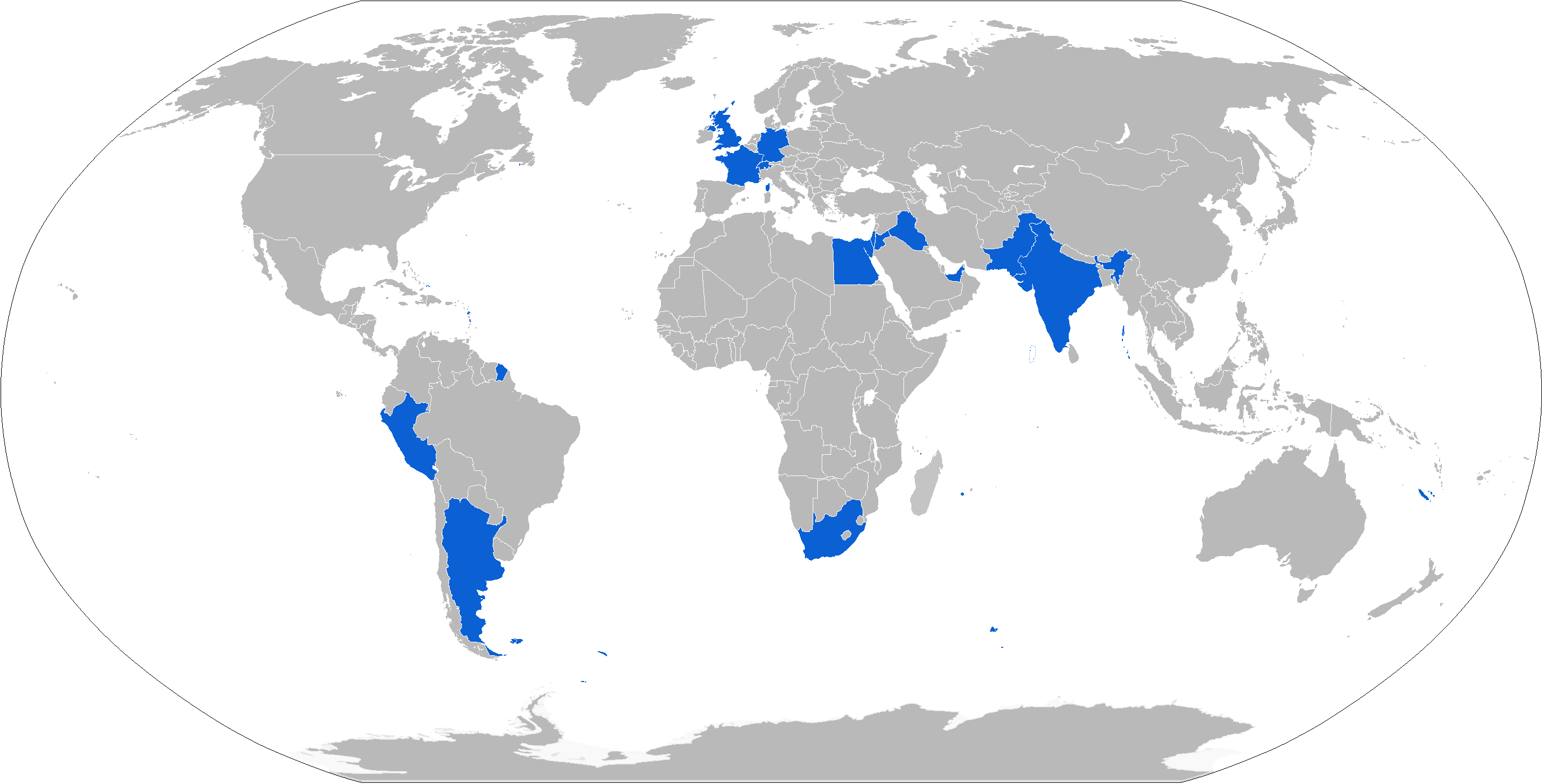
Opérateurs de l'AS-30 en bleu

- Suisse 225 livrés entre 1966 et 1970 pour le Mirage IIIS[6]